# Musée Hôtel Morin
Le Musée d'Art et d'Histoire d'Amboise est un musée installé dans un ancien hôtel particulier du début du XVIe siècle à Amboise.
Il abrite des collections diverses centrées autour de l’histoire de la ville (personnages illustres, évolutions urbaines, moments historiques, artistes amboisiens …).

## Histoire

### Les propriétaires privés

#### Pierre Morin
Le bâtiment est construit entre 1500 et 1505 sur ordre de Pierre Morin et de sa femme, née Françoise Prévost,.
Fils d’un riche marchand drapier, trésorier de France sous Louis XII puis maire de Tours, Pierre Morin est financièrement aisé : sa maison est construite en pierre de taille, contrastant avec les briques et le bois utilisés alors pour la construction des maisons avoisinantes.
Plusieurs propriétaires se succèdent par la suite à travers les siècles.

#### Le duc de Choiseul

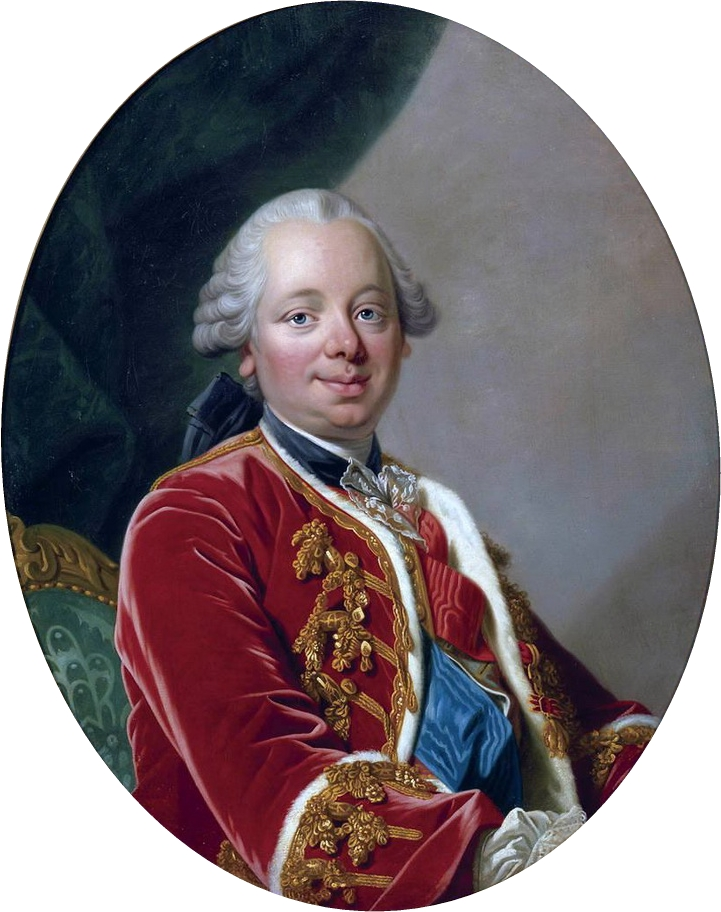
Portrait du duc de Choiseul, atelier Van Loo, XVIIIe

En 1761, le duc de Choiseul achète le domaine de Chanteloup. Homme d'État influent - secrétaire d'État des Affaires étrangères (1758-1761), ministre d'État (1758), secrétaire d'État de la Guerre (1761-1770), à la Marine (1761-1766), de nouveau aux Affaires étrangères (1766-1770) sous Louis XV -  il vient passer ses quartiers d'été dans ce château, qu'il modifie et aménage selon ses goûts.
Le domaine d'Amboise et de Chanteloup est élevé en 1762 en duché-pairie. Le duc de Choiseul achète l'hôtel Morin afin d'y faire le siège de sa justice seigneuriale, la chambre des comptes et la prison. L'édifice est alors connu sous le nom de « Palais ducal ».

#### La période troublée de la Révolution française
À la mort du duc de Choiseul en 1785, le duc de Penthièvre achète le domaine, dont sa fille héritera en 1793. Confisqué à la Révolution, le domaine de Chanteloup est mis en vente tandis que l'hôtel Morin est donné à l'hospice général de Tours.

### La ville d'Amboise: un bâtiment, plusieurs fonctions

#### Une prison, un tribunal et un grenier à sel
La ville d'Amboise en devient locataire jusqu'en 1826, date à laquelle elle l'achète à l'hospice général de Tours pour 8 500 francs. Y sont alors installés la prison, la justice de paix et le grenier à sel.

#### Une caserne
À la suite de sa reddition en Algérie, Abd-El-Kader est fait prisonnier et amené, avec sa famille et sa suite, en France. Il habite en résidence surveillée au château royal d'Amboise de 1848 à 1852. Sa garnison restera casernée à l'hôtel Morin durant la durée de sa présence à Amboise.

#### Une mairie

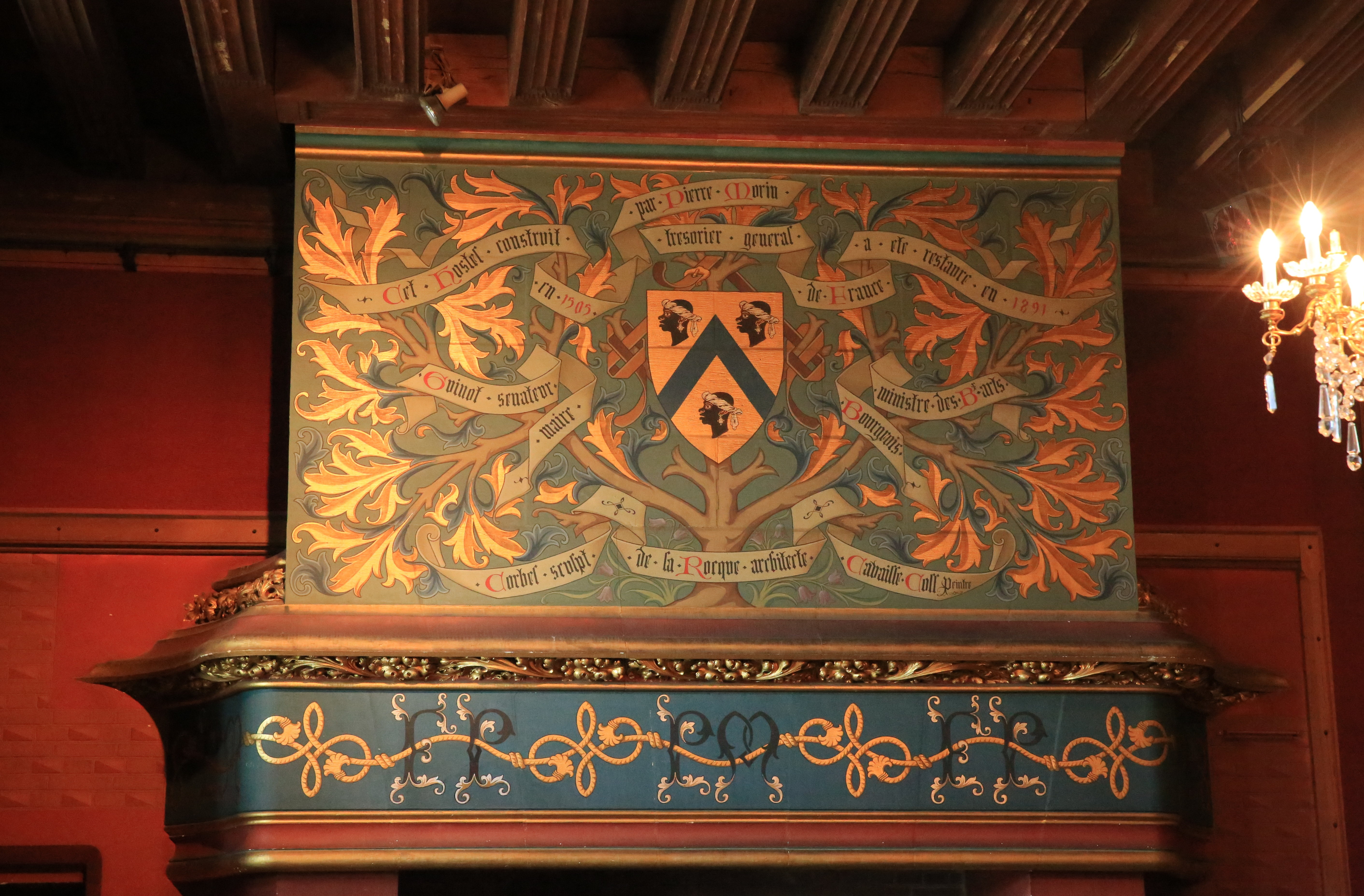
Cheminée de la salle des mariages restaurée en 1891. Initiales des constructeurs : FP et PM.

En 1855, la mairie s'installe à l'hôtel Morin, sous l’impulsion du maire de l'époque, M. Trouvé. En 1880, la demeure est classée Monument historique.
En 1890, l'état de l'édifice nécessite une importante restauration. Les travaux réalisés sont d’une grande ampleur puisqu’ils touchent à la fois les pierres et la décoration intérieure. En effet, le grenier à sel installé dans l’Hôtel Morin avait favorisé le salpêtrage des murs et le pourrissement des boiseries. Les travaux sont dirigés par Anthime de La Roque, architecte, sous l'impulsion de Charles Guinot, sénateur maire d’Amboise. Les travaux se sont élevés à 300 000 francs.

#### De la mairie au musée

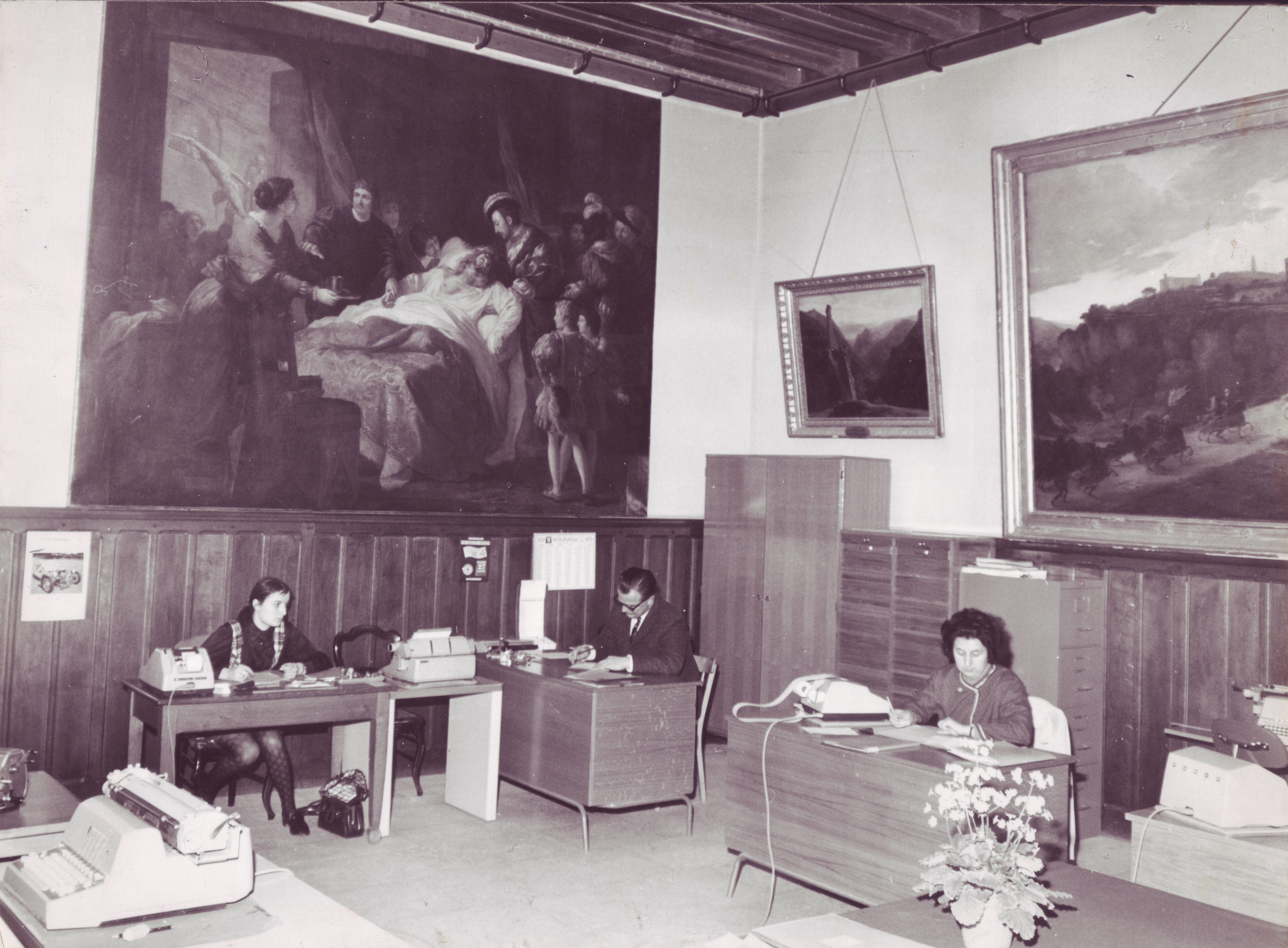
Musée Hôtel Morin au temps de la Mairie

Un article de presse du 9 janvier 1892, Hôtel de Ville d'Amboise, précise que « la grande salle du fond [La salle des mariages] est destinée au musée que la ville d’Amboise est en train de former »[source insuffisante].
Des années 1890 jusqu'en 1970, la mairie et le musée cohabiteront dans ce même bâtiment.
En 1954, la gestion du musée est assurée par Boris Lossky, alors également conservateur du musée de Tours. Il donne un nouveau souffle à la gestion muséale.
En 1970, les services administratifs sont transférés dans les nouveaux bâtiments construits à proximité. Un passage permettant l'accès direct de l'un à l'autre des bâtiments permet encore l'utilisation de certaines salles à des fins municipales.

## Le Musée d'Art et d'Histoire d'Amboise
Longtemps appelé « musée de l'Hôtel de Ville », le musée devient en 2014 le « Musée-Hôtel Morin », en hommage à son constructeur. 
Du 15 mai au 30 juin 2024, un nouveau nom est proposé au vote du public sur la plateforme participative de la Ville d'Amboise. Le « Musée d'Art et d'Histoire d'Amboise » obtient la majorité des suffrages. Ce changement est acté par une délibération du conseil municipal du 26 septembre 2024.
Musée municipal, il n'est pas ouvert toute l'année. Après des années d'ouverture de mi juin à mi-septembre, il a été décidé d'étendre son ouverture (notamment des week-ends).
Le musée comporte six salles de visites, deux vestibules, deux couloirs et une cage d'escalier :
- La salle des mariages - où ont encore lieu tous les mariages civils de la ville d'Amboise
- La salle des rois
- La salle Léonard de Vinci
- La salle Yvonne Gouverné
- La salle des gouaches
- La salle du conseil municipal

Certaines salles sont encore utilisées à des fins municipales (salle des mariages, salle Yvonne Gouverné, salle du Conseil notamment).

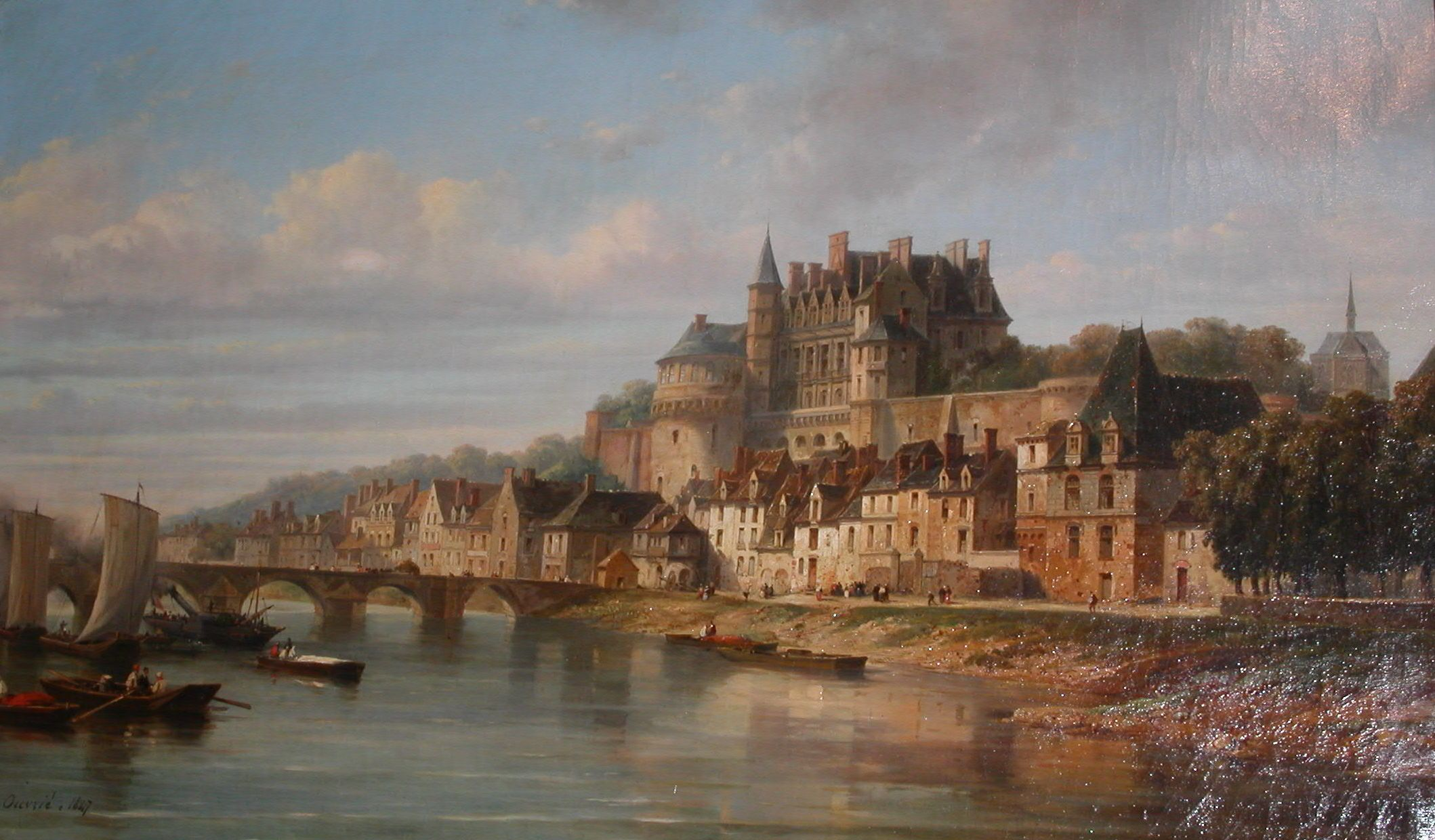
Vue prise à Amboise, P.-J. Ouvrié, 1847, Musée d'Art et d'Histoire d'Amboise.
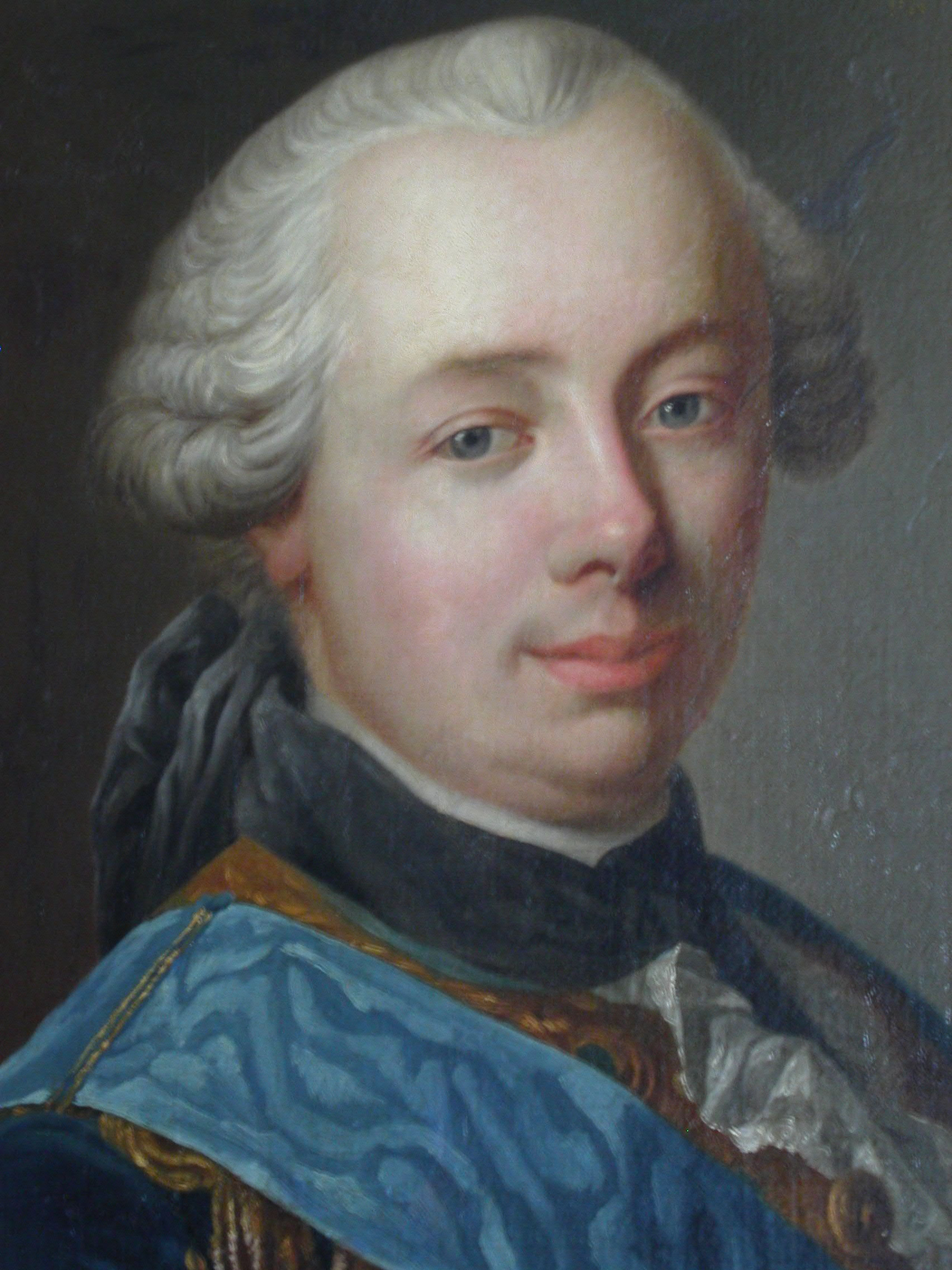
Portrait du duc de Choiseul, atelier de Van Loo, XVIIIe, Musée d'Art et d'Histoire d'Amboise.
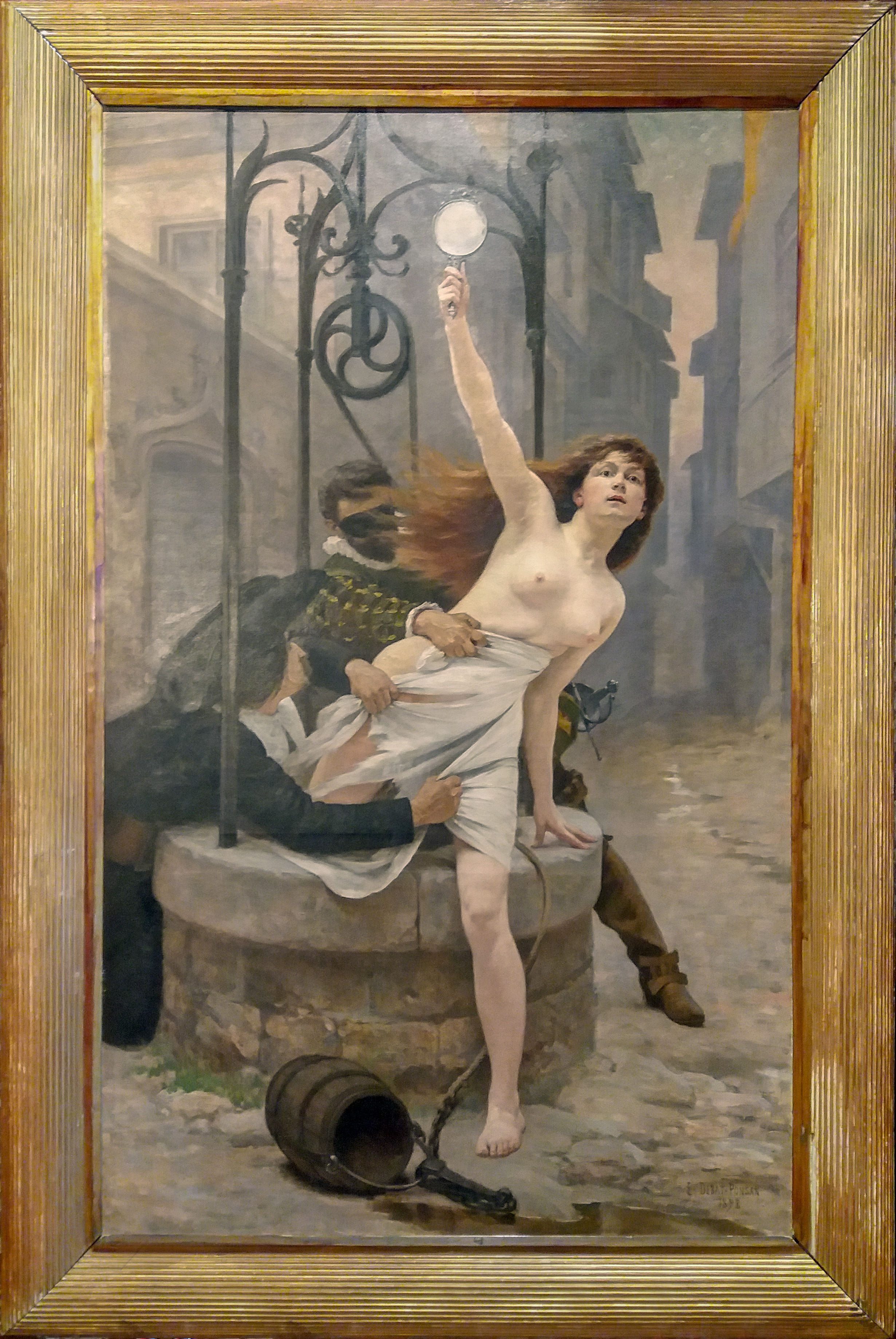
La Vérité sortant du puits, E. Debat-Ponsan, 1898, Musée d'Art et d'Histoire d'Amboise.
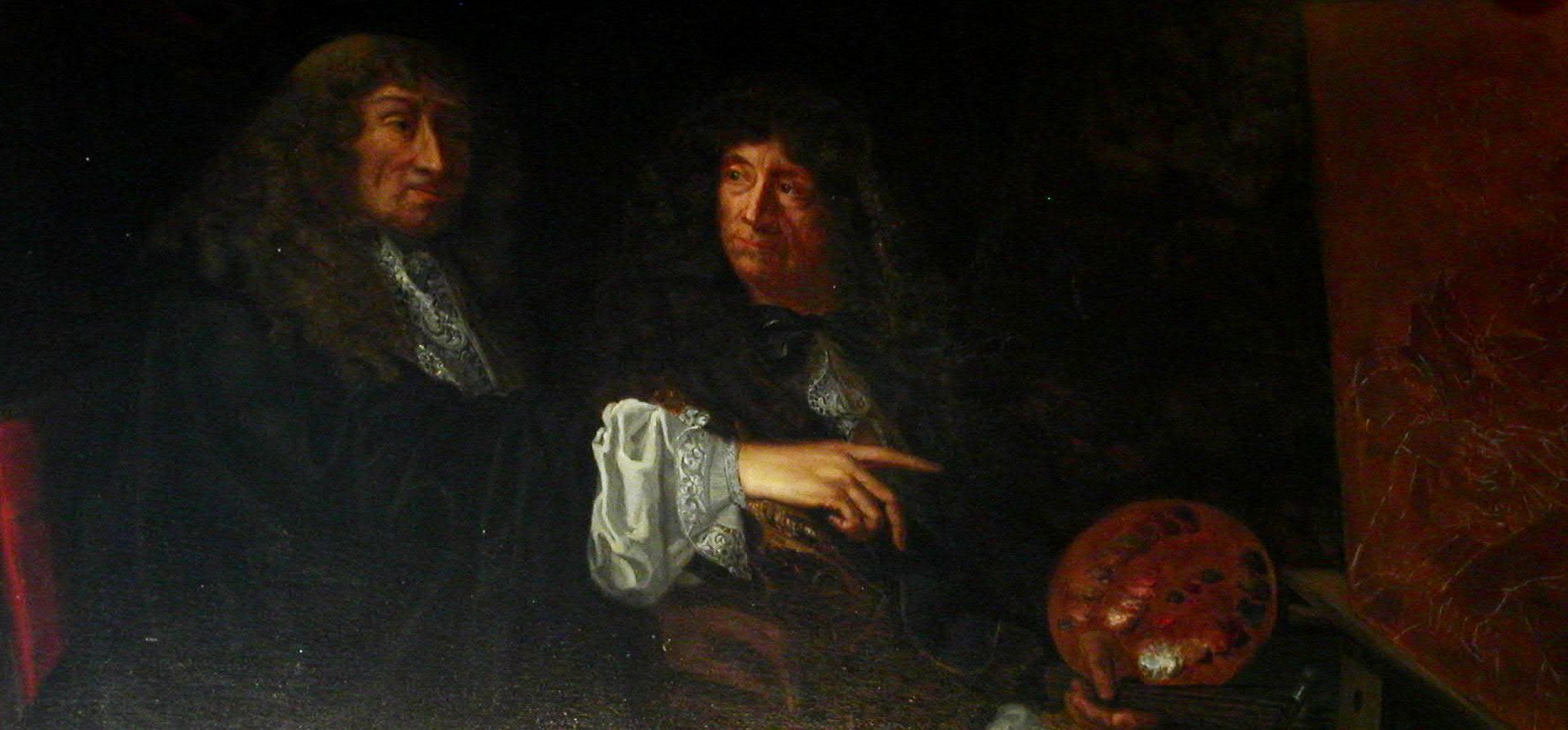
Portrait de Charles et Henri Beaubrun, H. Darmesteter d'après Martin Lambert, 1891, Musée d'Art et d'Histoire d'Amboise.
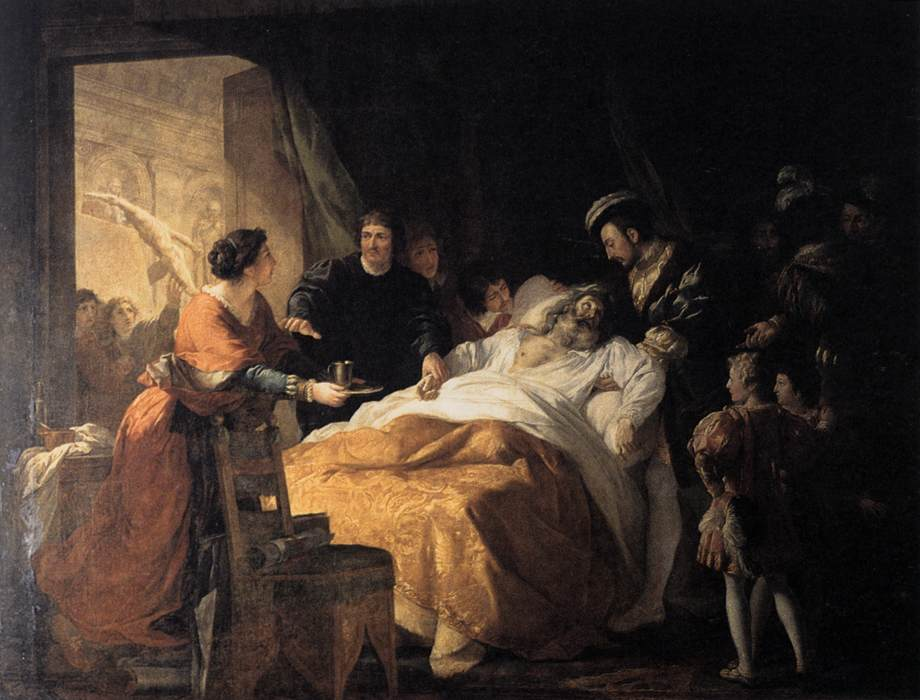
La Mort de Léonard de Vinci dans les bras de François Ier, François-Guillaume Ménageot, 1781, Musée d'Art et d'Histoire d'Amboise (en dépôt au château d'Amboise depuis 2019).